# Gewoon schaduwplatvoetje
Het gewoon schaduwplatvoetje (Platycheirus scutatus) is een vliegensoort uit de familie van de zweefvliegen (Syrphidae). De wetenschappelijke naam van de soort is voor het eerst geldig gepubliceerd in 1822 door Meigen.

## Kenmerken
- Gezicht heeft twee grote zilvergrijze stofvlekken.
- Vleugel: Tibia 2 is 1/3 van de top naar binnen gebogen en heeft alleen korte laterale haren.
- Tergiet 4 is langwerpig.

## Levenswijze
De larven voeden zich met bladluizen op laagblijvende planten en bomen. Volwassenen voeden zich met een breed scala aan bloemen. Ze hebben meerdere broedsels gedurende de warmere maanden en hebben een zeer lange vluchtperiode. Ze kunnen actief blijven bij koud weer.

## Verspreiding
- Palearctisch: Fennoscandia zuiden naar Iberia en het Middellandse Zeebekken van Ierland oostwaarts door Noord-Europa, Midden-Europa en Zuid-Europa naar Turkije en Europees Rusland en door Siberië naar de Pacifische kust en Japan.
- Nearctic: Alaska ten zuiden van Colorado.

## Afbeeldingen

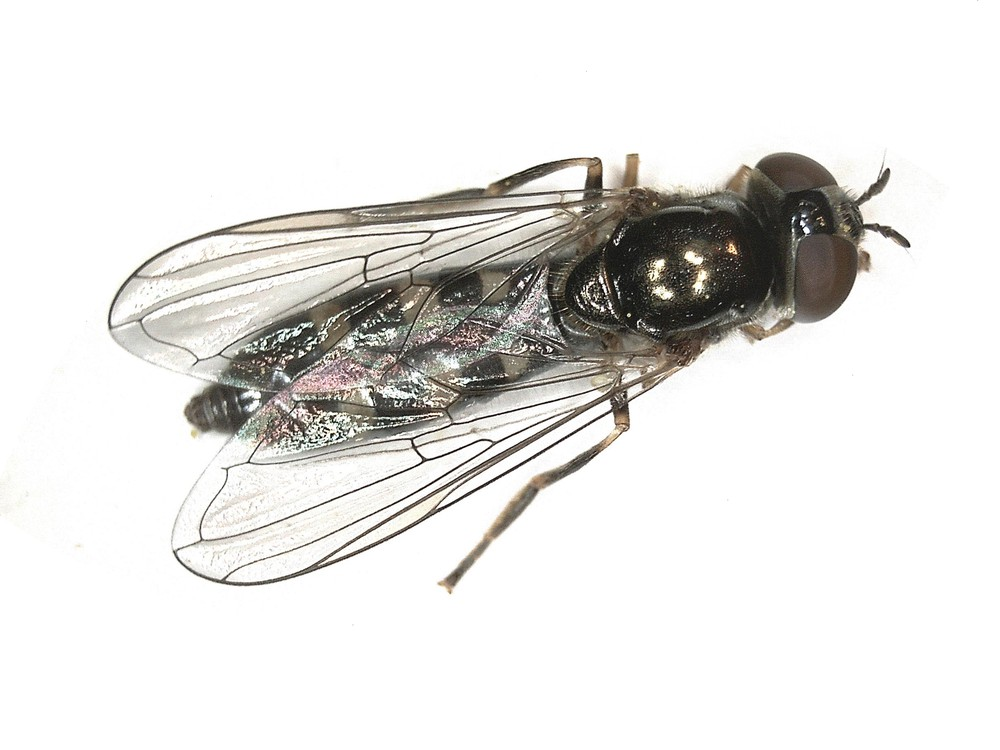
bovenkant
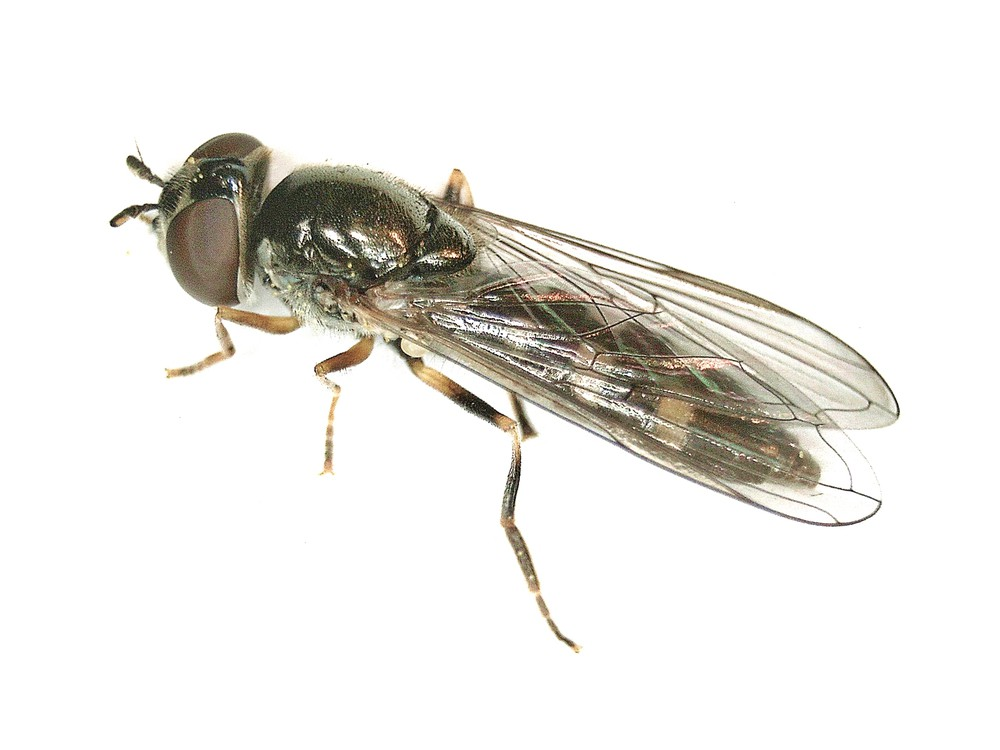
zijkant